# Джаспер (Арканзас)
Джаспер (англ. Jasper) — місто (англ. city) в США, в окрузі Ньютон штату Арканзас. Населення — 547 осіб (2020).

## Географія
Джаспер розташований за координатами 36°0′38″ пн. ш. 93°11′8″ зх. д. / 36.01056° пн. ш. 93.18556° зх. д. (36.010500, -93.185469).  За даними Бюро перепису населення США в 2010 році місто мало площу 1,46 км², з яких 1,44 км² — суходіл та 0,03 км² — водойми.

## Демографія
Згідно з переписом 2010 року, у місті мешкало 466 осіб у 224 домогосподарствах у складі 102 родин. Густота населення становила 318 осіб/км².  Було 268 помешкань (183/км²). 
Расовий склад населення:
| - 98,5 % — білих - 0,4 % — корінних американців - 0,2 % — азіатів |

До двох чи більше рас належало 0,9 %. Іспаномовні складали 1,1 % від усіх жителів.
За віковим діапазоном населення розподілялося таким чином: 18,2 % — особи молодші 18 років, 46,2 % — особи у віці 18—64 років, 35,6 % — особи у віці 65 років та старші. Медіана віку мешканця становила 54,0 року. На 100 осіб жіночої статі у місті припадало 69,5 чоловіків;  на 100 жінок у віці від 18 років та старших — 64,9 чоловіків також старших 18 років.
Середній дохід на одне домашнє господарство  становив 45 794 долари США (медіана — 24 028), а середній дохід на одну сім'ю — 73 628 доларів (медіана — 42 857). За межею бідності перебувало 24,1 % осіб, у тому числі 18,2 % дітей у віці до 18 років та 28,8 % осіб у віці 65 років та старших.
Цивільне працевлаштоване населення становило 176 осіб. Основні галузі зайнятості: освіта, охорона здоров'я та соціальна допомога — 33,0 %, виробництво — 22,7 %, роздрібна торгівля — 10,2 %, мистецтво, розваги та відпочинок — 8,0 %.